# جوشوا برارد
جوشوا برارد (بالهولندية: Joshua Brard)‏ هو لاعب كرة قدم هولندي في مركز الوسط، ولد في 14 مايو 1986. لعب مع سبارتا روتردام.